# Dagpo (Region)
Dagpo, auch Dakpo, ist eine Region im Südosten von Ü, Kongpo und Lhasa in Tibet. Die Geschichte von Dagpo ist in den Blauen Annalen beschrieben und ist von großer Bedeutung für die Kagyü-Schule des tibetischen Buddhismus. Die Region wird darin aufgrund der vielen tibetischen Klöster und wegen ihrer berühmten Mönche beschrieben. Der 13. Dalai Lama Thubten Gyatsho wurde in Dagpo geboren.

## Gampopa
In Dagpo wurde im Jahr 1121 das Kloster Daglha Gampo von Gampopa, dem „Arzt von Dagpo“ (1079–1153), einem Schüler Milarepas, gegründet, das Stammkloster des Dagpo-Kagyü-Zweiges der Kagyü-Schultradition.
Nach Gö Lotsawa, dem Verfasser der Blauen Annalen, wurde Gampopa in Dagpo von Shepalingpa (Shab pa pgling pa), dem Gründer des Klosters Shepaling, ordiniert. Dies ist das erste Kloster, das in Bezug auf Dagpo in den Blauen Annalen erwähnt wird. Der junge Gampopa ist nach seiner Priesterweihe ins Untere Dagpo gereist, wo er den Samvara-Zyklus und den zugehörigen Text, Rinchen Gyendrukma (rin chen rgyan drug ma), von dem Lehrer Maryul Lönden (mar yul blo ldan) kennenlernte. All dies geschah den Blauen Annalen zufolge, bevor Gampopa von Milarepa gehört hatte.